# Мехтиев, Агшин Шафаят оглы
Агшин Шафаят оглы Мехтиев (Мехдиев) (азерб. Aqşın Şəfayət oğlu Mehdiyev; род. 28 апреля 1949, Баку) — азербайджанский дипломат, постоянный наблюдатель Организации исламского сотрудничества (ОИС) при Европейском союзе (ЕС) (с 2015 года).

## Биография
В 1971 году окончил факультет востоковедения Азербайджанского государственного университета (ныне — Бакинский государственный университет).
В 1969—1970 годах учился в Каирском университете.
В 1985—1987 годах был слушателем Дипломатической академии МИД СССР. По завершении учебы, в 1987 году, там же защитил кандидатскую диссертацию и получил учёную степень кандидата наук по истории международных отношений.
С 2007 года является почетным профессором Бакинского университета Евразия.
Трудовую деятельность А. Ш. Мехтиев начал в 1971 году на Хелуанском металлургическом комбинате (Египет), в качестве переводчика арабского языка. Вскоре его перевели в Каир, где он проработал до 1975 года помощником советника по экономическим вопросам посольства СССР в Египте.
На дипломатической службе с 1975 года. В 1975—1977 годах работал сотрудником, а затем заведующим Отделом информации и печати МИД Азербайджана.
В 1977—1982 годах занимал ряд дипломатических должностей в посольстве СССР в Йеменской Арабской Республике (ЙАР).
После завершения командировки, в 1982—1985 годах работал на различных постах в МИД Азербайджана.
По окончании учебы в Дипломатической академии МИД СССР в 1987 г. был командирован на работу в посольство СССР в Народной Демократической Республике Йемен (НДРЙ).
22 мая 1990 года ЙАР и НДРЙ объединились в одно государство со столицей в г. Сана. А. Мехтиев получает назначение в советское посольство в Сане на должность заведующего консульским отделом, а затем становится руководителем группы внешней политики упомянутого посольства.
После распада Советского Союза в бывших советских посольствах учреждаются представительства республик, ранее бывших в составе СССР. А. Ш. Мехтиев был назначен представителем Азербайджана в Йемене. Данный институт просуществовал недолго и в 1992 году возвращается в Баку.
Во время работы в посольстве в СССР в НДРЙ А. Ш. Мехтиев принимал участие в операции по освобождению советских рыбаков, захваченных пиратами в Аденском заливе. По итогам операции А. Ш. Мехтиев был награждён Почетной грамотой МИД СССР «за образцовое выполнение служебных обязанностей и проявленные при этом личное мужество и высокое дипломатическое мастерство».
С 1993 по 2001 год Мехтиев возглавлял Управление Европы, США и Канады МИД Азербайджанской Республики.
В 2001 году был назначен первым постоянным представителем Азербайджана в Совете Европы (Страсбург, Франция) с присвоением ему дипломатического ранга Чрезвычайного и полномочного посла. За время работы А. Ш. Мехтиева постпредом Азербайджана в Совете Европы (2001—2006) был принят ряд важных документов как по реформированию административной, так и судебной системы в Республике, так и по вопросу об армянской агрессии против Азербайджана.
С 2006 по 2014 год А. Ш. Мехтиев занимал должность Постоянного представителя Азербайджана в Организации Объединенных Наций (ООН, Нью-Йорк). Период работы А. Мехтиева в Нью-Йорке ознаменовался целым рядом важных для Азербайджана событий. В 2008 году Генеральная Ассамблея ООН приняла резолюцию «О положении на оккупированных территориях Азербайджана». Кроме этого, по инициативе Азербайджана была принята специальная резолюция о «Международном празднике Новруз» и ряд других документов.
В 2012—2013 годах Азербайджан был непостоянным членом Совета Безопасности ООН (СБ ООН) и дважды за это время выполнял функции председателя СБ ООН. Будучи постпредом при ООН А. Мехтиев был назначен послом Азербайджана по совместительству на Кубе (2007—2014), Никарагуа (2008—2014), Ямайке (2008—2014) и Венесуэле (2008—2014).
С 2014 по 2015 год занимал должность посла по особым поручениям МИД Азербайджана.
С декабря 2015 года назначен постоянным наблюдателем Организации Исламского Сотрудничества (ОИС) при Европейском Союзе (ЕС).
Неоднократно возглавлял делегации Азербайджана и ОИС на различных международных форумах и конференциях.
Владеет английским, арабским, русским и турецким языками.
Автор книги «Аzərbaycan Avropa Şurasında» («Азербайджан в Совете Европы»), «The Republic of Azerbaijan in The United Nations Security Council» («Азербайджанская Республика в Совете Безопасности ООН» совместно с Т. Мусаевым), а также многочисленных статей и публикаций в научных журналах и СМИ.

## Награды
- Орден «За службу Отечеству» III степени (7 июля 2012 года) — за плодотворную деятельность в органах дипломатической службы Азербайджанской Республики[11].
- Награждён медалью «90-летие дипломатической службы Азербайджана» и др.
- Удостоен звания «Почетный сотрудник МИД Азербайджана».